# Nicolás Zapata Aguilar
Nicolás Zapata Aguilar fue un político mexicano miembro del Partido Revolucionario Institucional. Nació en 1906 en Cuautla, Morelos siendo hijo del general Emiliano Zapata y de Inés Aguilar. Fue cuidado por su hermana María de Jesús Zapata a pesar de que fue el único hijo que acompañó a su padre durante la Revolución mexicana. Fue hecho prisionero aprehendido por las fuerzas federales en Cerro Prieto y conducido a Tepalcingo, lugar de donde logró escapar gracias a la ayuda de Policarpo Castro. Fue Presidente Municipal de Cuautla de 1936 a 1938. Fue diputado local por Cuautla a la XXXVII Legislatura del 4 de mayo de 1938 al 3 de mayo de 1941 y diputado federal a la XL Legislatura del Congreso de la Unión de México por el distrito de Cuautla. Murió el 17 de agosto de 1979 en la Ciudad de México.

## Crítica
Zapata Aguilar, lejos de continuar la lucha de su padre se hizo de tierras y dinero en Morelos. Antonio Díaz Soto y Gama le atribuye la expresión: "Mi padre fue un imbécil porque no hizo dinero, habiendo tenido tantas oportunidades de hacerlo" para describirlo. A la muerte de su padre heredó su casa de Anenecuilco, sin embargo, como político priista se hizo de tierras, ganado, cuatro casas en Cuautla,  A Nicolás se le acusó de apoderarse de las mejores tierras de Anenecuilco y de una gran extensión en Los Cuartos, despojando a los dueños y, gracias a la ayuda de varios ejidatarios, convertir aquellas tierras en parcelas de riego. Además de esto, se le acusó de dar muerte a Chico Franco, depositario de los títulos de Anenecuilco pues este había estado enemistado con él.
tuvo participaciones en su movimiento, fue reconocido por su gran coloaboracion en su partido